# Aspach (Haut-Rhin)
Aspach je francouzská obec v departementu Haut-Rhin v regionu Grand Est. V roce 2014 zde žilo 1 143 obyvatel.

## Poloha obce
Sousední obce jsou: Altkirch, Carspach, Heidwiller, Tagolsheim a Walheim.

## Vývoj počtu obyvatel
Počet obyvatel